# Departamentul de Poliție din Los Angeles

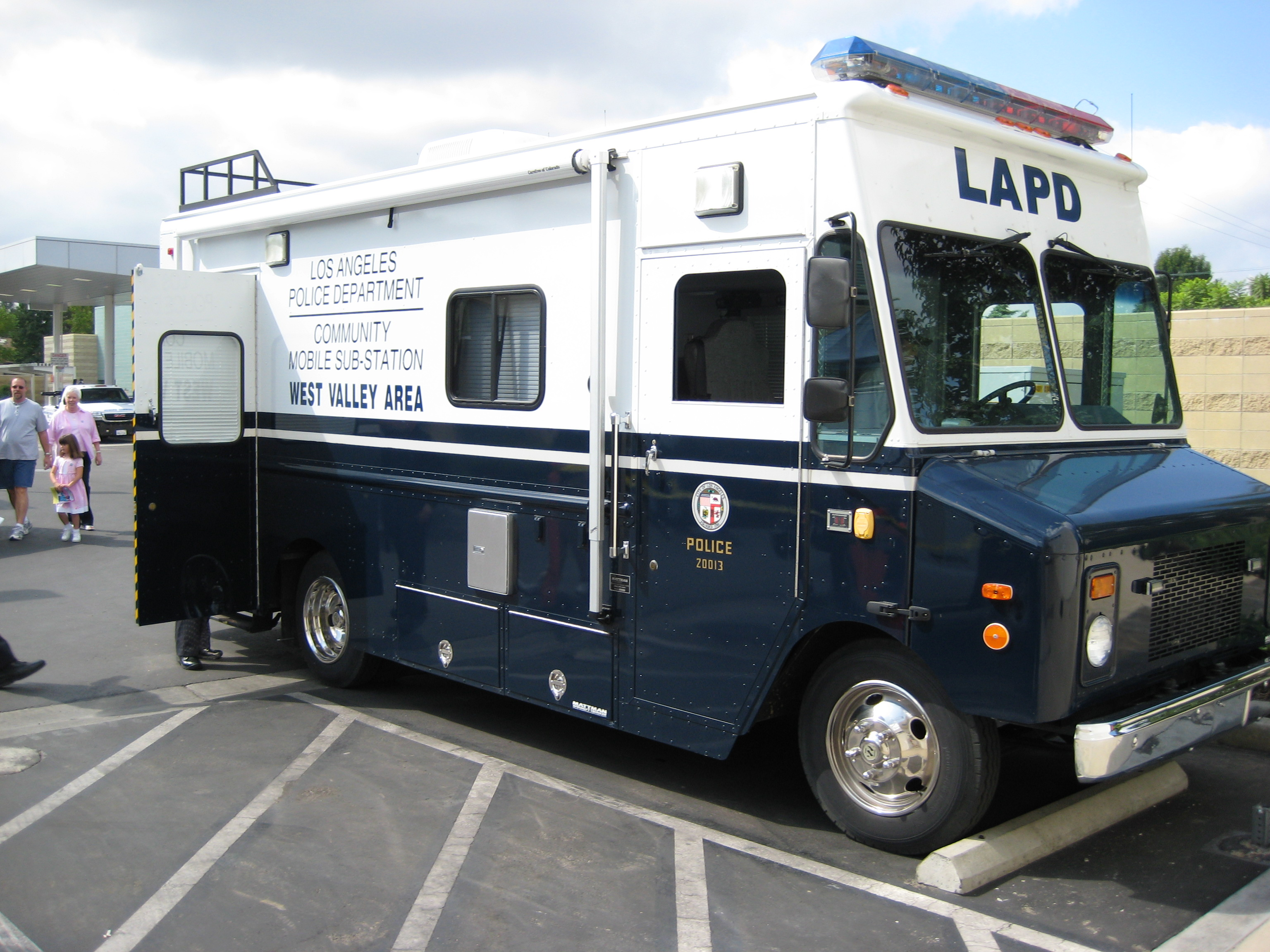
Un vehicul al LAPD

Departamentul de Poliție din Los Angeles (în engleză Los Angeles Police Department, abreviat LAPD) este un departament de poliție din Los Angeles, California. Cu 10.023 ofițeri și 2.879 de civili, acoperind o zonă de 1290 km2 cu o populație de 3.792.621 persoane (la Recensământul din 2010), este a treia cea mai mare agenție de menținere a ordinii și aplicare a legii din Statele Unite, după departamentele de poliție din orașele New York (New York City Police Department) și  Chicago (Chicago Police Department).
Departamentul de Poliție din Los Angeles apare în numeroase filme de ficțiune, romane și emisiuni de televiziune. Departamentul a fost asociat cu un număr de controverse, multe privind animozități rasiale, brutalități ale poliției și corupția ofițerilor.

## Istoric
Prima mențiune despre o forță de poliție în Los Angeles este din anul 1853 când exista o trupă de voluntari organizată ca Los Angeles Rangers și care ajuta trupele comitatului. Apoi, în locul acesteia, s-a format o altă trupă de voluntari, Los Angeles City Guards. Aceste două forțe au fost ineficiente, orașul devenind un paradis al violenței și infracțiunilor.
Prima forță plătită a fost creat în 1869, când șase ofițeri au fost angajați pentru a servi în oraș sub comanda lui William C. Warren. Până în 1900, sub conducerea lui John M. Glass, erau 70 de ofițeri, câte unul la fiecare 1500 de oameni. În 1903, odată cu începerea Serviciului Public, această forță a crescut la 200 de oameni.

## Legături externe
- Site-ul oficial